# Kimura Tomotetsu
Tomotetsu Kimura (sinh ngày 16 tháng 6 năm 1974) là một cầu thủ bóng đá người Nhật Bản.

## Sự nghiệp câu lạc bộ
Tomotetsu Kimura đã từng chơi cho Kyoto Purple Sanga.